# 俞忠钰
俞忠钰（1937年—），男，浙江绍兴人，中国电子工程师，曾任中国电子器件工业总公司总经理兼总工程师，中国电子学会副理事长，第九、十届全国政协委员。